# Seo Dong-jin
Seo Dong-jin (* 19. April 1975) ist ein südkoreanischer Fußballschiedsrichter. Er ist seit 2014 K-League-Schiedsrichter und pfeift Spiele der K League Classic und der K League Challenge.